# Órbita 9
Pour plus de détails, voir Fiche technique et Distribution.
Órbita 9 est un thriller romantique de science-fiction colombo-espagnol écrit et réalisé par Hatem Khraiche, sorti en 2017. Il s'agit du premier long métrage du réalisateur.

## Synopsis
Depuis trois ans, ses parents étant morts, Helena vit seule dans un vaisseau spatial, seul environnement qu'elle a connu. Un jour inattendu, elle accueille un jeune ingénieur nommé Álex, venu pour réparer un détail. N'ayant jamais eu d’invités, elle l’invite alors à manger et tombe amoureuse. Ce dernier, une fois sorti de la capsule, se sent coupable… et, après réflexion, décide de la faire sortir et de lui expliquer que rien n’existe autour d’elle et qu’elle est sous surveillance en tant que cobaye.
Elle découvre donc le veritable monde qui lui est complètement inconnu.

## Fiche technique
Sauf indication contraire, les informations mentionnées dans cette section peuvent être confirmées par la base de données cinématographiques IMDb,  présente dans la section « Liens externes ».
- Titre original et français : Órbita 9
- Titre international : Orbiter 9
- Réalisation et scénario : Hatem Khraiche
- Direction artistique : Iñigo Navarro
- Décors : María Fernanda Muñoz
- Costumes : Saioa Lara
- Photographie : Pau Esteve Birba
- Montage : Antonio Frutos
- Musique : Federico Jusid
- Production : Christian Conti et Miguel Menendez de Zubilaga
- Sociétés de production : Telefonica Studios[1] ; Cactus Flower, Dynamo et Mono Films (coproductions)
- Sociétés de distribution :
- Pays d'origine :  Espagne /  Colombie
- Langue originale : espagnol
- Format : couleur
- Genre : thriller romantique[1] / science-fiction
- Durée : 95 minutes
- Dates de sortie :
  - Espagne : 7 avril 2017
  - France : 6 avril 2018 (Netflix)

## Distribution
- Clara Lago : Helena
- Álex González : Álex
- Belén Rueda : Silvia
- Andrés Parra : Hugo
- Kristina Lilley : Katherine

## Production
Scénariste de Inside (La cara oculta, 2011) et de The Returned (2013), Hatem Khraiche signe son premier long métrage comme réalisateur.
Le tournage débute le 8 février 2016 en Colombie, à Medellín puis à Bogota, et se poursuit au Pays basque espagnol. C'est là qu'est filmé le bâtiment futuriste, situé dans le parc technologique d'Álava (es) à Vitoria-Gasteiz (il s'agit du E8 Building, conçu par les architectes Juan Coll-Barreu et Daniel Gutiérrez Zarza).

## Accueil
Órbita 9 est sorti le 7 avril 2017 en Espagne, avant d'être sélectionné et projeté au festival international du film fantastique de Bruxelles qui a lieu le 10 avril.

## Distinctions
Nominations
- Festival international du film fantastique de Bruxelles 2017 : Corbeau d'argent du meilleur film européen
- Festival international du film de Santa Barbara 2017 : Prix Nueva Vision